# Dianthus caespitosus
Dianthus caespitosus är en nejlikväxtart. Dianthus caespitosus ingår i släktet nejlikor, och familjen nejlikväxter.

## Underarter
Arten delas in i följande underarter:
- D. c. caespitosus
- D. c. pectinatus